# Missa Pagana
Missa Pagana' – (Msza pogańska) album Starego Dobrego Małżeństwa wydany w 2005 roku.
Nagrany w październiku 2005 roku w Studio Buffo w Warszawie. Słowa użyte w utworach są autorstwa Edwarda Stachury, natomiast muzykę skomponował Krzysztof Myszkowski.

## Lista utworów
1. Introit (Pieśń na wejście)
2. Confiteor
3. Człowiek człowiekowi
4. Gloria
5. Prefacja
6. Jak
7. Sanctus
8. Tak
9. Komunia
10. Dziękczynienie
11. Ite Missa est (Pieśń na wyjście)
12. Musisz mi pomóc
13. Smutno
14. Piosenka o pewnych dawnych mariażach i pewnych nowszych małżeństwach
15. Na błękicie jest polana
16. Walc nad Missisipi